# Ksienija Siemionowa
Ksienija Andriejewna Siemionowa (ros. Ксения Андреевна Семёнова; ur. 20 października 1992 w Tule) – rosyjska gimnastyczka, dwukrotna mistrzyni świata.

## Sukcesy
| Rok  | Zawody             | Miasto    | Miejsce | Konkurencja            | Punktacja |
| ---- | ------------------ | --------- | ------- | ---------------------- | --------- |
| 2007 | Mistrzostwa świata | Stuttgart | 1       | Ćwiczenia na poręczach | 16.350    |
| 2010 | Mistrzostwa świata | Rotterdam | 1       | Wielobój drużynowo     | 175.397   |